# 沼田和利
沼田 和利（ぬまた かずとし、1976年9月26日 - ）は日本の政治家。茨城県牛久市長（1期）。元茨城県議会議員（2期）。元牛久市議会議員（1期）。

## 略歴
茨城県牛久市出身。茨城県立取手第二高等学校、東海工業専門学校熱田校卒業後、給排水設備工事会社取締役を経て2011年に牛久市議会議員選挙に立候補し、当選（当時最年少）。
2014年、茨城県議会議員選挙に立候補したが、342票差届かず惜敗。
2016年、日本大学法学部政治経済学科卒業。
2018年、茨城県議会議員選挙に立候補し、トップ当選。2022年の茨城県議会議員選挙で再選。なお、沼田は自由民主党の党員であるものの、これまでの選挙は無所属で立候補していたが、この選挙では初めて自民党公認で立候補した。
2023年7月6日、同年9月3日告示、10日投開票の牛久市長選挙への立候補を表明。自民党・公明党・国民民主党の県組織に推薦を要請する意向を示した。その後8月27日付で県議を辞職。
市長選では現職の根本洋治は引退し、沼田と元経済産業省職員の横田清泰、日本維新の会公認で翻訳業の坂野美紗子、元茨城県職員の赤須理世自の4氏による争いとなった。沼田が自公の推薦を得た一方、自民党牛久支部は独自に沼田、横田両氏に推薦を出し、保守分裂選挙の様相となった。沼田は選挙戦では自由民主党の国会議員、県議会議員、市議会議員のほか引退する根本が支援に回ったほか県看護連盟、県薬剤師連盟、県行政書士政治連盟など各政治団体から推薦を受け、投開票の結果、横田を1,149票差で制し初当選した。
当日有権者数：69,692人 (男性34,272人、女性35,420人）。投票率：40.99%（+3.2pts）。得票数は沼田：12,255票、横田：11,106票、坂野4,496票、赤須：367票。

## 政策・主張
2023年の市長選では、教育改革や子育て支援、観光資源の活用を掲げヤングケアラー支援や防災対策、日本遺産「牛久シャトー」、商業ビル「エスカード牛久」の活用などを訴えた。

## 役職
出典
- 牛久市消防団16分団分団長。
- 自民党茨城県連青年局 青年フォーラム修了（第5期生）。
- ちば自民党政治学院修了（第8期生）。
- 茨城県議会文教警察委員会副委員長。
- 茨城県議会防災環境産業委員会副委員長。
- 自民党茨城県連青年局次長。
- 自民党茨城県連遊説局委員
- 自民党茨城県連ネットメディア局長代理。